# Сверкающий цианид
«Сверкающий цианид» (англ. Sparkling Cyanide) — детективный роман Агаты Кристи, впервые опубликованный издательством Dodd, Mead and Company в США в 1945 году под названием Remembered Death («День поминовения»). В Великобритании роман был впервые опубликован в том же году издательством Collins Crime Club. В России роман выходил также под названием «День поминовения». 
Роман повествует о расследовании, которое ведет Полковник Рэйс. Антураж роман позаимствован Агатой Кристи из более раннего произведения, рассказа «Жёлтый ирис», впервые опубликованного в 1937 году. Героем рассказа, однако, был Эркюль Пуаро.

## Сюжет
За год до описываемых событий, в ноябре, семь человек собрались в ресторане «Люксембург» на обед. Одна из них, Розмэри Бартон, умерла прямо за столом. Как выяснилось позже, она отравилась цианистым калием, а причиной самоубийства стала депрессия. 

Её муж получает анонимное письмо, в котором утверждается, что Розмэри была убита, и Джордж решает выяснить всё до конца. Он приглашает в тот же ресторан всех участников того злополучного обеда. Актрису, удивительно похожую на его покойную жену, он просит сыграть её роль. Однако актриса так и не пришла, а Джордж погибает от того же цианида, подсыпанного в бокал. Его смерть тоже посчитали бы самоубийством, если бы не друг Джорджа, полковник Рэйс, и агент тайной полиции Энтони Браун.

## Действующие лица
- Айрис Марль — младшая сестра Розмари
- Энтони Браун — жених Айрис
- Стивен Фаррадей — начинающий политик и любовник Розмари
- Леди Александра Фаррадей — жена Стивена
- Рут Лессинг — секретарша Джорджа Бартона
- Розмари Бартон — молодая наследница
- Джордж Бартон — муж Розмари
- Полковник Рейс — следователь
- Виктор Дрейк — сын Люсиллы, двоюродный брат Розмари и Айрис
- Люсилла Дрейк — тётя Айрис
- Лорд Киддерминстер — отец Александры Фаррадей, влиятельный человек
- Леди Киддерминстер — его жена

## Литературная критика
Газета The Observer от 13 января 1946 года опубликовала следующую рецензию на роман: «Читатели Агаты Кристи разделились на два лагеря: первые, это почитателя, которые справятся с тем, что их сбивают с толку запутанным сюжетом, томительным ожиданием, шестью подозреваемыми, а вторые, это те, кто считает, что это не по правилам, но и при этом всё проще простого. Почитателям мы гарантируем удовольствие от Сверкающего цианида, где в группе аристократов происходит двойное убийство, сначала погибает своенравная и умная Розмари, а потом и её недалёкий муж Джордж прямо на собственной идиотской вечеринке-инсценировке места преступления».

## Экранизации
В 1983 году канадская телекомпания CBS положила роман в основу одноименного фильма. Сюжетная линия была несколько изменена — среди персонажей не было полковника Рэйса. Действие фильма перенесено в современность. Героиня Айрис стала тёзкой и однофамилицей английской писательницы Айрис Мёрдок, её роль исполнила Дебора Раффин.
В 2003 году британская телекомпания ITV1 сделала довольно вольную интерпретацию романа. В этой экранизации жертвой убийства стала жена футболиста, а полковник Рэйс был переименован в полковника Риса и получил себе партнера по расследованию, доктора Кэтрин Кэндалл. Этот дуэт, однако, близок по характеру к другой паре детективов Агаты Кристи, Томми и Таппенс Беррисфордам.